# Donna Weinbrecht
Donna Weinbrecht (Hoboken, 23 de abril de 1965) es una deportista estadounidense que compitió en esquí acrobático, especialista en la prueba de baches.
Participó en tres Juegos Olímpicos de Invierno, obteniendo una medalla de oro en Albertville 1992, en la prueba de baches, el cuarto lugar en Nagano 1998 y el séptimo en Lillehammer 1994.
Ganó tres medallas en el Campeonato Mundial de Esquí Acrobático entre los años 1989 y 1997.

## Medallero internacional
| Juegos Olímpicos   | Juegos Olímpicos             | Juegos Olímpicos | Juegos Olímpicos |
| Año                | Lugar                        | Medalla          | Competición      |
| ------------------ | ---------------------------- | ---------------- | ---------------- |
| 1992               | Albertville (Francia)        | Medalla de oro   | Baches           |
| Campeonato Mundial |                              |                  |                  |
| Año                | Lugar                        | Medalla          | Competición      |
| 1989               | Oberjoch (RFA)               | Medalla de plata | Baches           |
| 1991               | Lake Placid (Estados Unidos) | Medalla de oro   | Baches           |
| 1997               | Nagano (Japón)               | Medalla de plata | Baches           |